# Pieter Braun
Pieter Braun (ur. 21 stycznia 1993) – holenderski lekkoatleta specjalizujący się w wielobojach.
Na szesnastym miejscu zakończył udział w mistrzostwach świata juniorów w Barcelonie (2012). Dwunasty zawodnik halowego czempionatu Europy (2015). W tym samym roku sięgnął po złoto młodzieżowych mistrzostw Starego Kontynentu w Tallinnie. Siódmy zawodnik mistrzostw Europy w Amsterdamie (2016).
Medalista mistrzostw Holandii (także w skoku w dal).
Rekordy życiowe: dziesięciobój – 8342 pkt. (27 maja 2018, Götzis); siedmiobój (hala) – 5837 pkt. (15 lutego 2015, Apeldoorn).

## Osiągnięcia
| Rok  | Impreza                                | Miejsce        | Konkurencja   | Pozycja     | Wynik     |
| ---- | -------------------------------------- | -------------- | ------------- | ----------- | --------- |
| 2012 | Mistrzostwa świata juniorów            | Barcelona      | dziesięciobój | 16. miejsce | 7055 pkt. |
| 2013 | Młodzieżowe mistrzostwa Europy         | Tampere        | dziesięciobój | 11. miejsce | 7540 pkt. |
| 2014 | Superliga pucharu Europy w wielobojach | Toruń          | dziesięciobój | 16. miejsce | 7499 pkt. |
| 2015 | Halowe mistrzostwa Europy              | Praga          | siedmiobój    | 12. miejsce | 4832 pkt. |
| 2015 | Młodzieżowe mistrzostwa Europy         | Tallinn        | dziesięciobój | 1. miejsce  | 8195 pkt. |
| 2015 | Mistrzostwa świata                     | Pekin          | dziesięciobój | 12. miejsce | 8114 pkt. |
| 2016 | Mistrzostwa Europy                     | Amsterdam      | dziesięciobój | 7. miejsce  | 7945 pkt. |
| 2016 | Igrzyska olimpijskie                   | Rio de Janeiro | dziesięciobój | –           | DNF       |
| 2017 | Mistrzostwa świata                     | Londyn         | dziesięciobój | 16. miejsce | 7890 pkt. |
| 2018 | Mistrzostwa Europy                     | Berlin         | dziesięciobój | 7. miejsce  | 8105 pkt. |
| 2019 | Mistrzostwa świata                     | Doha           | dziesięciobój | 7. miejsce  | 8222 pkt. |